# Яґушевиці
Яґушевиці (пол. Jaguszewice) — село в Польщі, у гміні Яблоново-Поморське Бродницького повіту Куявсько-Поморського воєводства.
Населення — 198 осіб (2011).
У 1975-1998 роках село належало до Торунського воєводства.

## Демографія
Демографічна структура станом на 31 березня 2011 року:
|          | Загалом | Допрацездатний вік | Працездатний вік | Постпрацездатний вік |
| -------- | ------- | ------------------ | ---------------- | -------------------- |
| Чоловіки | 96      | 20                 | 65               | 11                   |
| Жінки    | 102     | 26                 | 55               | 21                   |
| Разом    | 198     | 46                 | 120              | 32                   |